# امبل‌ویل، چارنت
امبل‌ویل، چارنت (به فرانسوی: Ambleville, Charente) یک کمون در فرانسه است که در Canton of Segonzac واقع شده‌است.

## خصوصیات
امبل‌ویل ۵٫۰۹ کیلومترمربع مساحت و ۱۸۷ نفر جمعیت دارد و ۸۸ متر بالاتر از سطح دریا واقع شده‌است.

## نگارخانه

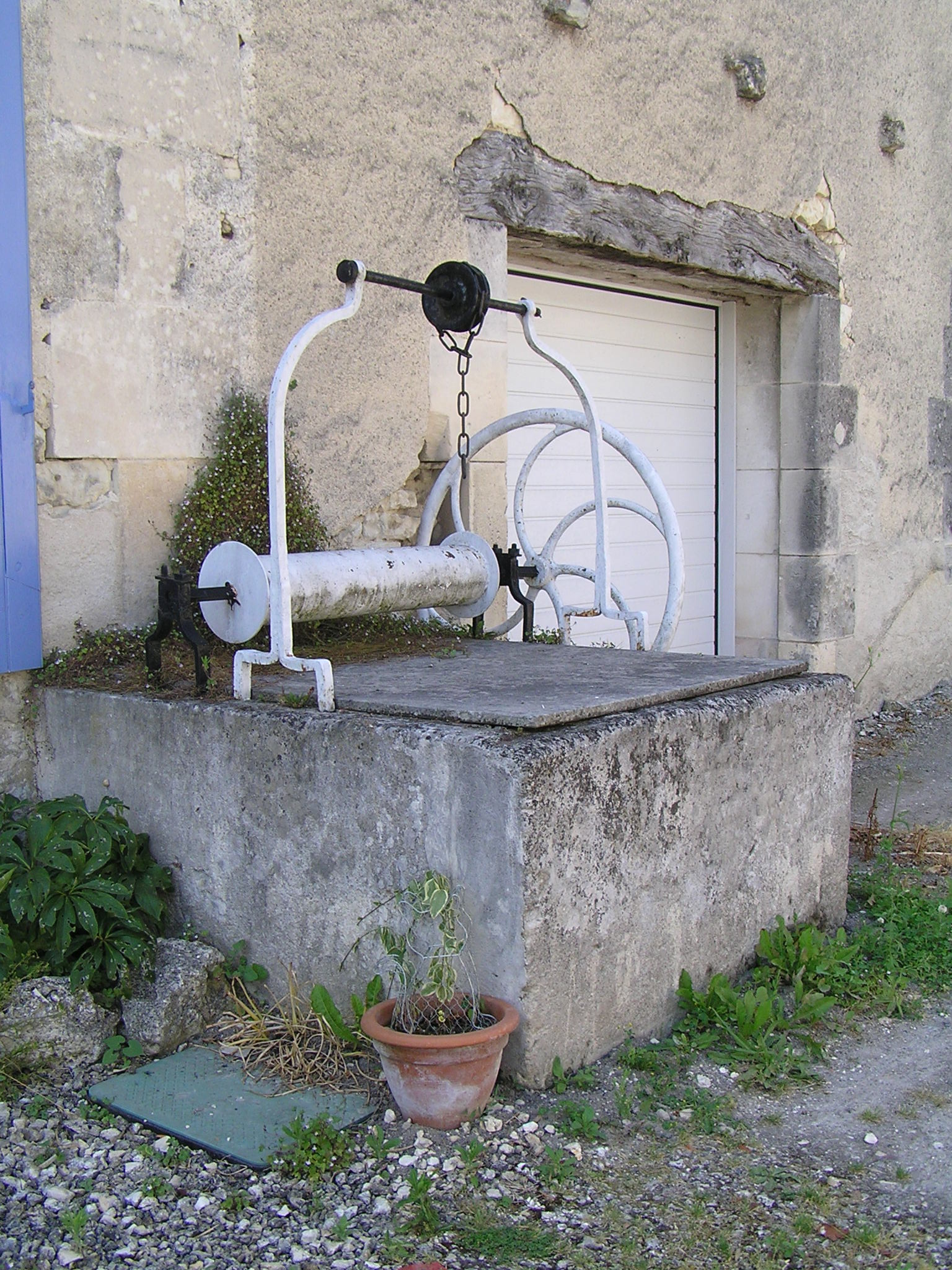
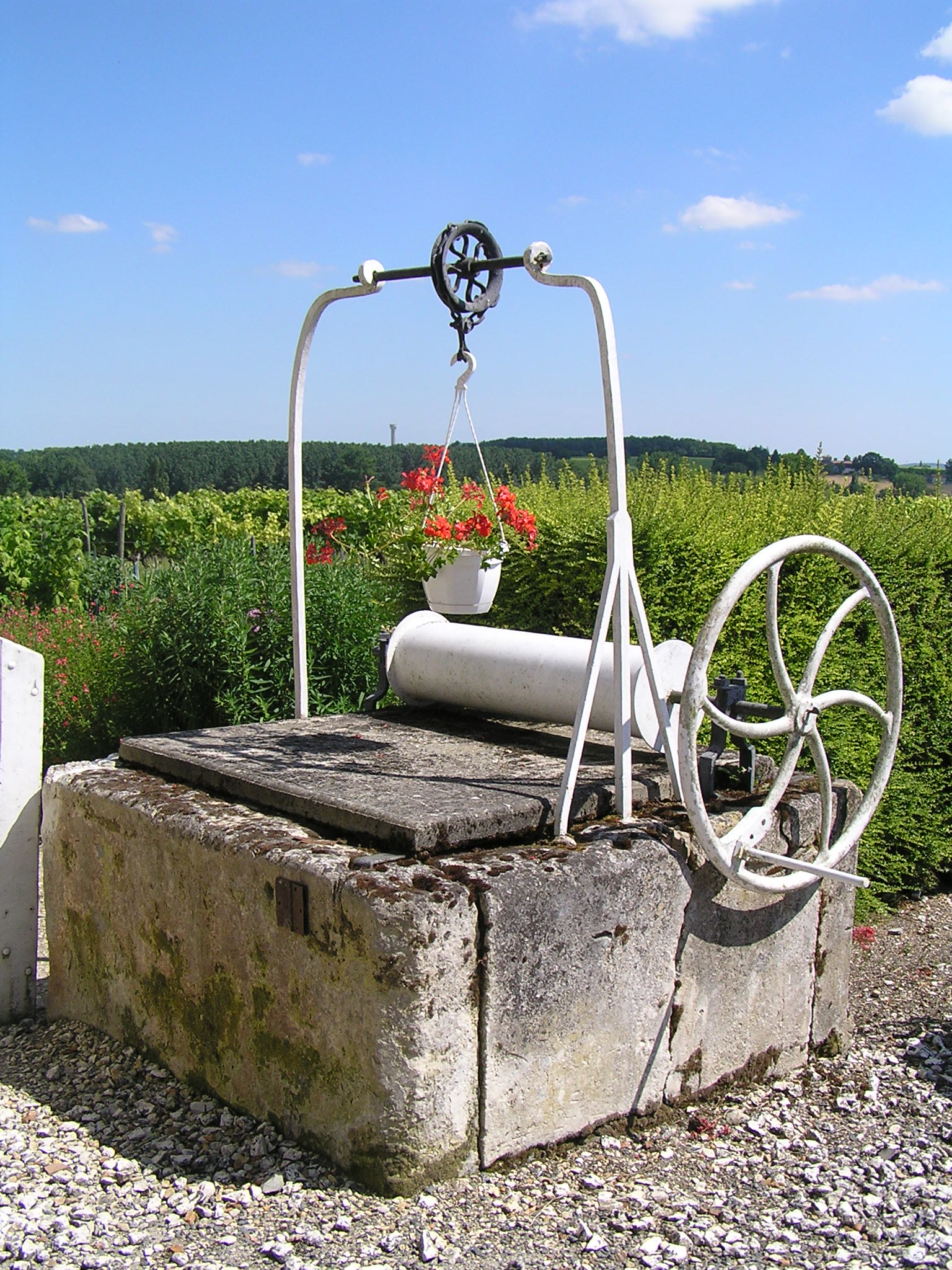
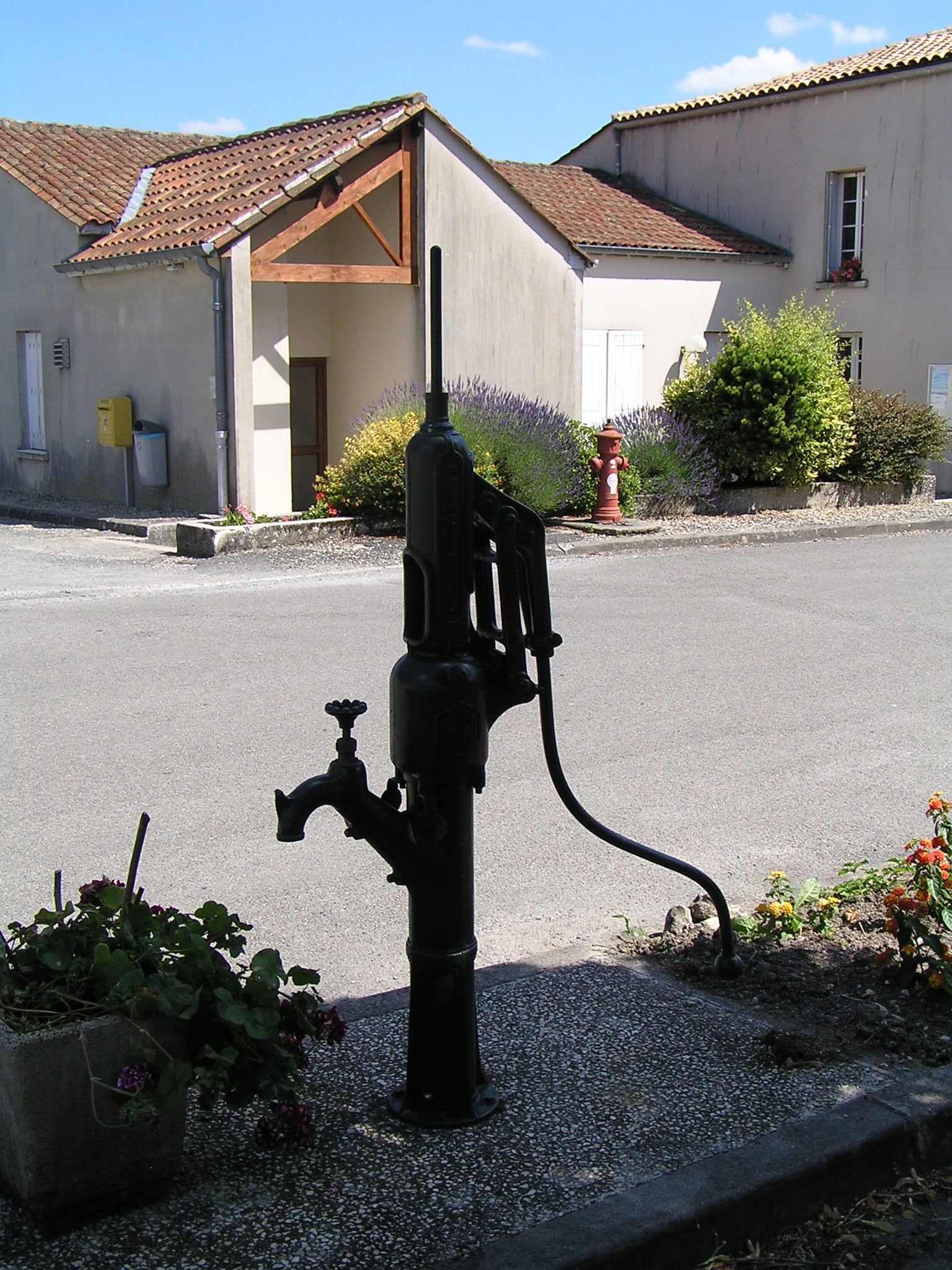
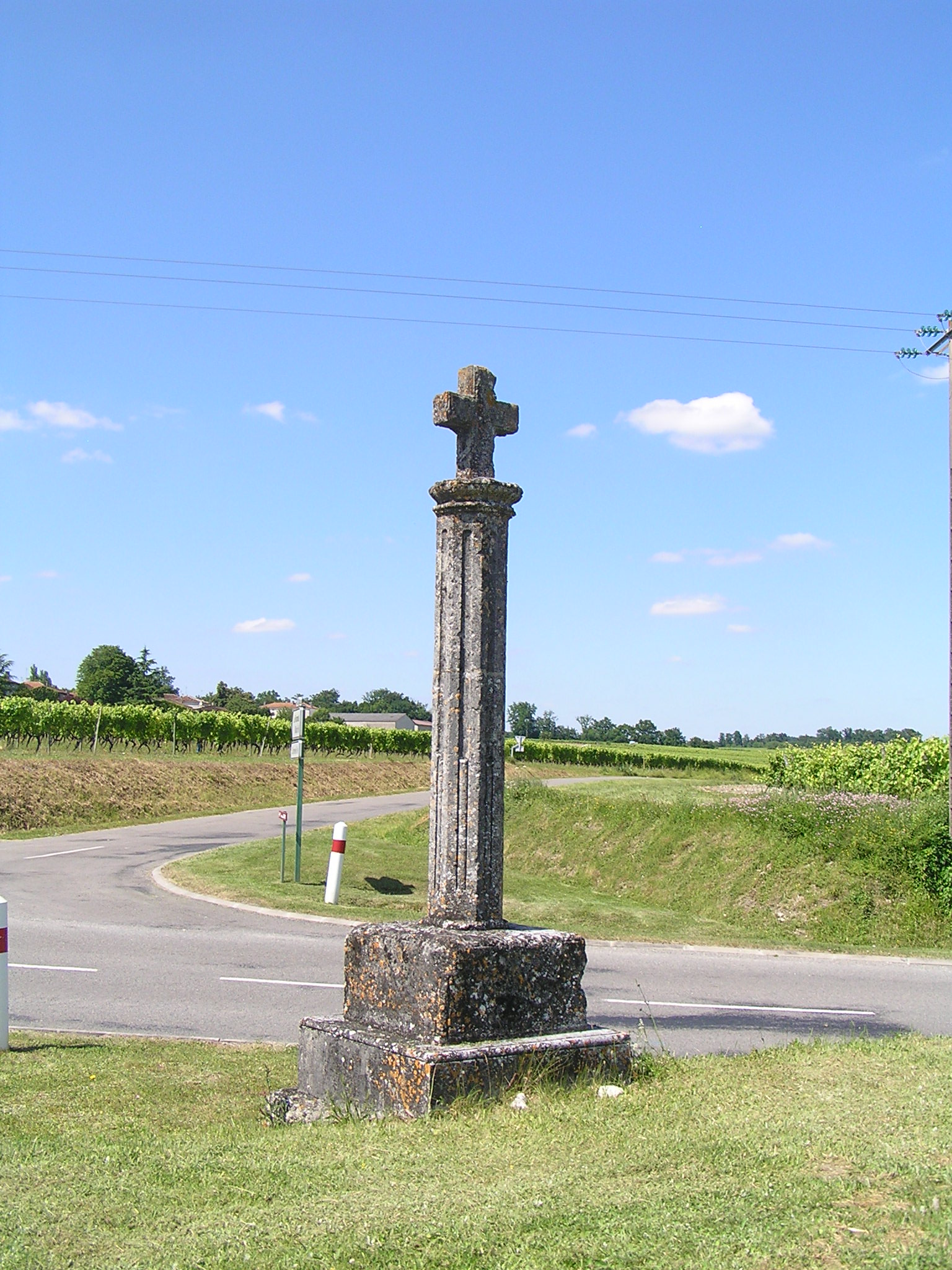